# 荒木太朗
荒木 太朗（あらき たろう、1977年3月28日 - ）は、日本の演出家、脚本家。鹿児島県種子島出身。劇団シアターザロケッツ主宰 。

## 経歴
鹿児島県立種子島高等学校、広島大学工学部卒業後、お笑い芸人を目指し上京し、田中卓志（現アンガールズ）とお笑いコンビ「ラスカルズ」を結成し活動。
「ラスカルズ」解散後、演劇の世界での活動を開始する。2009年10月演劇集団TEAM the ROCKETS（チームザロケッツ）を結成。舞台公演の脚本・演出を手掛ける他、ネット放送局の番組企画、構成を担当。活動の多様化に伴い、2011年1月に運営団体Office TTRを設立。よりエンターテイメントに特化した舞台作りを目指し、2013年11月22日より劇団シアターザロケッツを立ち上げ。
2016年4月より、総合学園ヒューマンアカデミー横浜校パフォーミング・アーツカレッジ講師就任。2018年には舞台と地上波を融合させた新しいエンターテイメント、プロジェクトテレジュークの演出を担当するなど演劇を中心に活動の幅を広げている。

## 劇団公演

### 本公演（脚本・演出）
- 劇団シアターザロケッツ第一回公演「喫茶ミツルの3日間」（2014年9月、ザ・ポケット）
- 劇団シアターザロケッツ第二回公演「星降る学校」（2015年6月、テアトルBONBON）
- 劇団シアターザロケッツ第三回公演「タラレバ！！」（2015年11月、銀座みゆき館劇場）
- 劇団シアターザロケッツ第四回公演「チャペルで会いましょう」(2016年7月、中野ザ・ポケット）
- 劇団シアターザロケッツ第五回公演「ペンション桂木」(2017年3月、中野ザ・ポケット）
- 劇団シアターザロケッツ第六回公演「佐山家シンフォニア」(2018年2月、テアトルBONBON）
- 劇団シアターザロケッツ第七回公演「シャンパンタワーが立てられない」(2018年10月、ザ・ポケット）
- 劇団シアターザロケッツ第八回公演「両家顔合わせ」(2019年3月、ザ・ポケット）
- 劇団シアターザロケッツ第九回公演「佐山家シンフォニア」(2019年12月、六行会ホール）
- 劇団シアターザロケッツ第十回公演「よつば診療浪漫劇」(2020年3月、ザ・ポケット）
- 劇団シアターザロケッツ第十一回公演「サプライズでプロポーズする夜の、花火」(2020年10月、六行会ホール）
- 劇団シアターザロケッツ第十二回公演「山田家は引っ越さない」(2021年7月、ザ・ポケット）
- 劇団シアターザロケッツ第十三回公演「恋はカットがかかるまで」(2022年3月、シアターアルファ東京）
- 劇団シアターザロケッツ第十四回公演「エスパーの卒業式」(2022年10月、六行会ホール）
- 劇団シアターザロケッツ第十五回公演「お客様に神様ですHOTEL」(2023年4月、ザ・ポケット）
- 劇団シアターザロケッツ第十六回公演「うちの担任絶対スパイ」(2023年10月、六行会ホール）
- 劇団シアターザロケッツ第十七回公演「そのアパートでは変身できない」(2024年11月、六行会ホール）

### プロデュース公演（脚本・演出）
- 劇団シアターザロケッツproduce vol.1「雨のち晴れ」(2016年4月、劇場HOPE)
- 劇団シアターザロケッツproduce vol.2「雨のち晴れ」(2017年9月、劇場HOPE）
- 劇団シアターザロケッツproduce vol.3「星降る学校」(2018年7月、テアトルBONBON）
- 劇団シアターザロケッツproduce vol.4「雨のち晴れ」(2019年5月、テアトルBONBON）
- 劇団シアターザロケッツproduce vol.5「星降る学校」(2019年8月、テアトルBONBON）
- 劇団シアターザロケッツproduce vol.6「喫茶ミツルの3日間」(2021年3月、テアトルBONBON）
- 劇団シアターザロケッツproduce vol.7「両家顔合わせ」(2022年6月、ザ・ポケット）
- 劇団シアターザロケッツproduce vol.8「佐山家シンフォニア～夏～」(2023年8月、テアトルBONBON）
- 劇団シアターザロケッツproduce vol.9「雨のち晴れ」(2024年8月、ザ・ポケット）

## 外部公演

### リーディングライブ「UBUGOE 〜Voice of comedy〜」
- vol.08 175Rタイアップ作品「空に唄えば」／脚本（2015年12月、かめありリリオホール）出演：大森美優（AKB48）他
- vol.11 総合演出・脚本（「クーポン男」）（2016年5月、東京芸術劇場シアターウエスト）出演：伊藤健太郎、増川洋一、宮澤正　他
- vol.12 演出（2016年7月、かめありリリオホール）出演：大原めぐみ、八十島(2700)、北澤早紀・梅田綾乃(AKB48)　他
- vol.14 演出（2016年12月、大田文化の森ホール）出演：楠田俊之　他
- vol.15 演出（2017年4月、目黒パーシモンホール）出演：永澤菜教、マテンロウ、北澤早紀・佐々木優佳里(AKB48)　他
- vol.16 演出（2017年7月、ムーブ町屋）出演：木村亜希子、デニス、飯野雅・田北香世子(AKB48)　他
- vol.17 演出（2017年11月、目黒パーシモンホール）出演：竹内幸輔、たかし（トレンディエンジェル）、松田沙希　他
- vol.18 演出(2018年4月)目黒パーシモンホール  共同演出：八十島弘行（2700）／出演：ジョイマン、ボンザワールド　他

### 主な舞台作品
- コミュニティ助成事業[地域の芸術環境づくり助成事業]『若狭姫物語～種子島から未来へ～』（(2015年1月、種子島こり～な)
- しずる館「Festival2015 in 亀有」（2015年8月、かめありリリオホール）出演：しずる、小嶋菜月(AKB48)、根岸愛(PASSPO☆)、高橋胡桃　他
- With U 第四回公演「有限会社ひきもどし」（2016年9月、サンモールスタジオ）脚本：畑泰介、音楽：元道俊哉
- 小倉ちゃちゃちゃラジオpresents「初恋レストラン」（2017年1月、かめありリリオホール）出演：初恋タロー、8.6秒バズーカー、西野未姫  他
- ヒューマンアカデミー横浜校卒業公演「ピースオブクリスマス」（2016年～、ラゾーナ川崎プラザソル）
- エアースタジオプロデュース公演「PRIDE」（2017年6月、東日本橋アクアスタジオ）脚本：藤森一朗
- 「YASOSHIMA Theater〜新しい演劇の世界へようこそ〜」（2017年7月、新生館スタジオ）共同演出：八十島弘行(2700)
- プロジェクトテレジューク「本の門番～ぶくぶく食堂物語～《門番の始まり編》」（2018年5月、中目黒ウッディシアター）脚本：蛭田直美、出演：古畑恵介、松村泰一郎、上仁樹、他
- プロジェクトテレジューク「本の門番～ぶくぶく食堂物語2～《玉響なつめ著・転生しまして、現在は侍女でございます。編》」（2018年7月、シアター風姿花伝）脚本：蛭田直美、出演：上田堪大、橋本全一、浅倉一男、他
- WITHYOU主催「ヤンキャバウォーズ」（2019年7月、シアターモリエール）原作：倉科遼、出演：岡田彩花、渡辺裕之　他[4]
- 初恋タロー20周年記念舞台「お笑い家族」(2020年2月、浅草九劇）出演：初恋タロー、篠崎彩奈(AKB48)、きみと歩実 、ゆきぽよ、柏木由紀(AKB48)、RENA　他
- E-Stage舞台公演「タラレバ！」(2021年10月、劇場HOPE）出演：米原幸佑、上田操　他
- WITHYOU第11回公演「SECURITY BOYZ!!!!!～奪還せよ!俺らの職場(パラダイス)!!～」（2023年１月、赤坂レッドシアター）脚本：田中大祐（気晴らしBOYZ）
- フリーハンド・WITHYOU主催「バハラナ2～麗しのフィリピーナ～」（2023年6月、シアターモリエール）原作：倉科遼、脚色・演出
- フリーハンド主催「学園探偵薔薇戦士」（2024年6月、ザ・ポケット）原作：倉科遼、脚色・演出
- あすまい第一回コント公演「有言実行」（2024年12月、新生館シアター）出演：今出舞、高橋明日香、槙尾ユウスケ（かもめんたる）、エハラマサヒロ、木下隆行(TKO)、なだぎ武

## ドラマ
- 「本の門番～ぶくぶく食堂物語～」演出 （2018年8～9月、テレビ埼玉）　脚本：蛭田直美

## 映画
- 「ニャンダフルデイ」原作・脚本（2011年）監督：新郷佑太
- 「シャノワールの復讐」脚本（2018年）監督：河崎実